# Gran Premio motociclistico d'Australia 2015
Il Gran Premio motociclistico d'Australia 2015 è stato la sedicesima prova del motomondiale del 2015 disputatosi il 18 ottobre 2015 presso il circuito di Phillip Island.
Nelle tre gare si sono imposti Marc Márquez su Honda nella MotoGP, Álex Rins su Kalex in Moto2 e Miguel Oliveira su KTM in Moto3.

## MotoGP
Partito dalla pole position, Márquez ottiene anche il giro più veloce della gara all'ultimo giro della corsa e la vittoria nella classe, raggiungendo contemporaneamente il traguardo delle 50 vittorie nelle prove del mondiale. Il podio è stato completato da Jorge Lorenzo e da Andrea Iannone.

### Arrivati al traguardo
| Pos. | Nº | Pilota           | Squadra                     | Motocicletta       | Giri | Tempo     | Griglia | Punti |
| ---- | -- | ---------------- | --------------------------- | ------------------ | ---- | --------- | ------- | ----- |
| 1º   | 93 | Marc Márquez     | Repsol Honda                | Honda RC213V       | 27   | 40'33.849 | 1º      | 25    |
| 2º   | 99 | Jorge Lorenzo    | Movistar Yamaha             | Yamaha YZR-M1      | 27   | +0.249    | 3º      | 20    |
| 3º   | 29 | Andrea Iannone   | Ducati Team                 | Ducati Desmosedici | 27   | +0.930    | 2º      | 16    |
| 4º   | 46 | Valentino Rossi  | Movistar Yamaha             | Yamaha YZR-M1      | 27   | +1.058    | 7º      | 13    |
| 5º   | 26 | Dani Pedrosa     | Repsol Honda                | Honda RC213V       | 27   | +5.062    | 4º      | 11    |
| 6º   | 25 | Maverick Viñales | Suzuki Ecstar               | Suzuki GSX-RR      | 27   | +6.800    | 6º      | 10    |
| 7º   | 35 | Cal Crutchlow    | LCR Honda                   | Honda RC213V       | 27   | +9.375    | 5º      | 9     |
| 8º   | 44 | Pol Espargaró    | Monster Yamaha Tech 3       | Yamaha YZR-M1      | 27   | +18.401   | 9º      | 8     |
| 9º   | 41 | Aleix Espargaró  | Suzuki Ecstar               | Suzuki GSX-RR      | 27   | +20.039   | 8º      | 7     |
| 10º  | 38 | Bradley Smith    | Monster Yamaha Tech 3       | Yamaha YZR-M1      | 27   | +20.657   | 12º     | 6     |
| 11º  | 45 | Scott Redding    | EG 0,0 Marc VDS             | Honda RC213V       | 27   | +21.846   | 11º     | 5     |
| 12º  | 9  | Danilo Petrucci  | Octo Pramac Racing          | Ducati Desmosedici | 27   | +22.840   | 13º     | 4     |
| 13º  | 4  | Andrea Dovizioso | Ducati Team                 | Ducati Desmosedici | 27   | +29.168   | 10º     | 3     |
| 14º  | 19 | Álvaro Bautista  | Aprilia Racing Team Gresini | Aprilia RS-GP      | 27   | +37.244   | 18º     | 2     |
| 15º  | 43 | Jack Miller      | LCR Honda                   | Honda RC213V-RS    | 27   | +40.192   | 15º     | 1     |
| 16º  | 8  | Héctor Barberá   | Avintia Racing              | Ducati Desmosedici | 27   | +48.263   | 14º     |       |
| 17º  | 68 | Yonny Hernández  | Octo Pramac Racing          | Ducati Desmosedici | 27   | +48.572   | 17º     |       |
| 18º  | 76 | Loris Baz        | Forward Racing              | Yamaha Forward     | 27   | +48.677   | 19º     |       |
| 19º  | 50 | Eugene Laverty   | Aspar Team                  | Honda RC213V-RS    | 27   | +50.201   | 16º     |       |
| 20º  | 63 | Mike Di Meglio   | Avintia Racing              | Ducati Desmosedici | 27   | +50.262   | 22º     |       |
| 21º  | 6  | Stefan Bradl     | Aprilia Racing Team Gresini | Aprilia RS-GP      | 27   | +50.277   | 21º     |       |
| 22º  | 24 | Toni Elías       | Forward Racing              | Yamaha Forward     | 27   | +1'20.942 | 24º     |       |
| 23º  | 13 | Anthony West     | AB Motoracing               | Honda RC213V-RS    | 27   | +1'23.454 | 23º     |       |

### Ritirati
| Nº | Pilota        | Squadra             | Motocicletta    | Giri | Griglia |
| -- | ------------- | ------------------- | --------------- | ---- | ------- |
| 69 | Nicky Hayden  | Aspar Team          | Honda RC213V-RS | 9    | 20º     |
| 55 | Damian Cudlin | E-Motion IodaRacing | ART             | 9    | 25º     |

## Moto2
Lo stesso pilota, lo spagnolo Álex Rins ottiene sia pole position che giro più veloce e vittoria della gara, precedendo sul traguardo il britannico Sam Lowes e l'italiano Lorenzo Baldassarri. Pur avendo preso parte alle prime prove libere, non prende il via nella gara il campione del mondo in carica della categoria, Esteve Rabat; in questo modo mentre il francese Johann Zarco, pur arrivando solo al settimo posto, aumenta il suo vantaggio nella classifica annuale della classe.

### Arrivati al traguardo
| Pos. | Nº | Pilota              | Squadra                        | Motocicletta       | Giri | Tempo     | Griglia | Punti |
| ---- | -- | ------------------- | ------------------------------ | ------------------ | ---- | --------- | ------- | ----- |
| 1º   | 40 | Álex Rins           | Paginas Amarillas HP 40        | Kalex Moto2        | 25   | 39'00.084 | 1º      | 25    |
| 2º   | 22 | Sam Lowes           | Speed Up Racing                | Speed Up SF15      | 25   | +6.633    | 3º      | 20    |
| 3º   | 7  | Lorenzo Baldassarri | Forward Racing                 | Kalex Moto2        | 25   | +10.408   | 9º      | 16    |
| 4º   | 30 | Takaaki Nakagami    | Idemitsu Honda Team Asia       | Kalex Moto2        | 25   | +15.536   | 6º      | 13    |
| 5º   | 19 | Xavier Siméon       | Federal Oil Gresini            | Kalex Moto2        | 25   | +16.205   | 17º     | 11    |
| 6º   | 39 | Luis Salom          | Paginas Amarillas HP 40        | Kalex Moto2        | 25   | +17.241   | 16º     | 10    |
| 7º   | 5  | Johann Zarco        | Ajo Motorsport                 | Kalex Moto2        | 25   | +20.456   | 7º      | 9     |
| 8º   | 36 | Mika Kallio         | QMMF Racing                    | Speed Up SF15      | 25   | +21.883   | 5º      | 8     |
| 9º   | 73 | Álex Márquez        | EG 0,0 Marc VDS                | Kalex Moto2        | 25   | +24.473   | 18º     | 7     |
| 10º  | 4  | Randy Krummenacher  | JIR Racing                     | Kalex Moto2        | 25   | +24.559   | 21º     | 6     |
| 11º  | 21 | Franco Morbidelli   | Italtrans Racing               | Kalex Moto2        | 25   | +35.103   | 19º     | 5     |
| 12º  | 23 | Marcel Schrötter    | Tech 3                         | Tech 3 Mistral 610 | 25   | +36.583   | 20º     | 4     |
| 13º  | 3  | Simone Corsi        | Forward Racing                 | Kalex Moto2        | 25   | +36.588   | 12º     | 3     |
| 14º  | 88 | Ricard Cardús       | JPMoto Malaysia                | Suter MMX2         | 25   | +36.642   | 11º     | 2     |
| 15º  | 12 | Thomas Lüthi        | Derendinger Racing Interwetten | Kalex Moto2        | 25   | +38.115   | 4º      | 1     |
| 16º  | 55 | Hafizh Syahrin      | Petronas Raceline Malaysia     | Kalex Moto2        | 25   | +47.215   | 13º     |       |
| 17º  | 2  | Jesko Raffin        | sports-millions-EMWE-SAG       | Kalex Moto2        | 25   | +47.254   | 23º     |       |
| 18º  | 60 | Julián Simón        | QMMF Racing                    | Speed Up SF15      | 25   | +47.305   | 10º     |       |
| 19º  | 97 | Xavi Vierge         | Tech 3                         | Tech 3 Mistral 610 | 25   | +47.382   | 25º     |       |
| 20º  | 16 | Joshua Hook         | Technomag Racing Interwetten   | Kalex Moto2        | 25   | +47.963   | 24º     |       |
| 21º  | 25 | Azlan Shah          | Idemitsu Honda Team Asia       | Kalex Moto2        | 25   | +55.273   | 15º     |       |
| 22º  | 57 | Edgar Pons          | Italtrans Racing               | Kalex Moto2        | 25   | +58.441   | 26º     |       |
| 23º  | 96 | Louis Rossi         | Tasca Racing                   | Tech 3 Mistral 610 | 25   | +59.229   | 22º     |       |
| 24º  | 49 | Axel Pons           | AGR Team                       | Kalex Moto2        | 25   | +1'00.321 | 2º      |       |
| 25º  | 10 | Thitipong Warokorn  | APH PTT The Pizza SAG          | Kalex Moto2        | 25   | +1'26.478 | 27º     |       |

### Ritirati
| Nº | Pilota          | Squadra                      | Motocicletta | Giri | Griglia |
| -- | --------------- | ---------------------------- | ------------ | ---- | ------- |
| 94 | Jonas Folger    | AGR Team                     | Kalex Moto2  | 21   | 14º     |
| 11 | Sandro Cortese  | Dynavolt Intact GP           | Kalex Moto2  | 14   | 8º      |
| 66 | Florian Alt     | E-Motion IodaRacing          | Suter MMX2   | 10   | 28º     |
| 70 | Robin Mulhauser | Technomag Racing Interwetten | Kalex Moto2  | 9    | 29º     |

### Non partito
| Nº | Pilota       | Squadra         | Motocicletta |
| -- | ------------ | --------------- | ------------ |
| 1  | Esteve Rabat | EG 0,0 Marc VDS | Kalex Moto2  |

## Moto3
Come spesso accaduto in questa classe, al termine della gara sono stati 5 i piloti racchiusi in un distacco di poco più di due decimi; si è imposto il portoghese Miguel Oliveira che ha preceduto lo spagnolo Efrén Vázquez e il sudafricano Brad Binder. Da notare anche il fatto che sono stati numerosi i ritiri durante la gara: 16 piloti non hanno tagliato il traguardo, tra di essi due dei contendenti al titolo iridato, Danny Kent e Enea Bastianini.

### Arrivati al traguardo
| Pos. | Nº | Pilota              | Squadra                    | Motocicletta        | Giri | Tempo     | Griglia | Punti |
| ---- | -- | ------------------- | -------------------------- | ------------------- | ---- | --------- | ------- | ----- |
| 1º   | 44 | Miguel Oliveira     | Red Bull KTM Ajo           | KTM RC 250 GP       | 23   | 37'34.742 | 2º      | 25    |
| 2º   | 7  | Efrén Vázquez       | Leopard Racing             | Honda NSF250R       | 23   | +0.132    | 3º      | 20    |
| 3º   | 41 | Brad Binder         | Red Bull KTM Ajo           | KTM RC 250 GP       | 23   | +0.161    | 9º      | 16    |
| 4º   | 9  | Jorge Navarro       | Estrella Galicia 0,0       | Honda NSF250R       | 23   | +0.170    | 4º      | 13    |
| 5º   | 84 | Jakub Kornfeil      | Drive M7 SIC               | KTM RC 250 GP       | 23   | +0.288    | 8º      | 11    |
| 6º   | 5  | Romano Fenati       | SKY Racing Team VR46       | KTM RC 250 GP       | 23   | +1.006    | 5º      | 10    |
| 7º   | 65 | Philipp Öttl        | Schedl GP Racing           | KTM RC 250 GP       | 23   | +6.200    | 24º     | 9     |
| 8º   | 32 | Isaac Viñales       | RBA Racing                 | KTM RC 250 GP       | 23   | +6.253    | 10º     | 8     |
| 9º   | 10 | Alexis Masbou       | Saxoprint RTG              | Honda NSF250R       | 23   | +6.322    | 17º     | 7     |
| 10º  | 2  | Remy Gardner        | CIP                        | Mahindra MGP3O      | 23   | +7.567    | 29º     | 6     |
| 11ª  | 6  | María Herrera       | Husqvarna Factory Laglisse | Husqvarna FR 250 GP | 23   | +7.573    | 11ª     | 5     |
| 12º  | 63 | Zulfahmi Khairuddin | Drive M7 SIC               | KTM RC 250 GP       | 23   | +10.088   | 14º     | 4     |
| 13º  | 96 | Manuel Pagliani     | San Carlo Team Italia      | Mahindra MGP3O      | 23   | +16.294   | 33º     | 3     |
| 14º  | 98 | Karel Hanika        | Red Bull KTM Ajo           | KTM RC 250 GP       | 23   | +17.792   | 12º     | 2     |
| 15º  | 88 | Jorge Martín        | Mapfre Team Mahindra       | Mahindra MGP3O      | 23   | +17.814   | 19º     | 1     |
| 16º  | 19 | Alessandro Tonucci  | Outox Reset Drink          | Mahindra MGP3O      | 23   | +18.205   | 23º     |       |
| 17º  | 23 | Niccolò Antonelli   | Ongetta-Rivacold           | Honda NSF250R       | 23   | +37.921   | 16º     |       |
| 18ª  | 22 | Ana Carrasco        | RBA Racing                 | KTM RC 250 GP       | 23   | +42.463   | 32ª     |       |
| 19º  | 35 | Olly Simpson        | Olly Simpson Racing        | KTM RC 250 GP       | 23   | +1'24.024 | 34º     |       |

### Ritirati
| Nº | Pilota              | Squadra                    | Motocicletta        | Giri | Griglia |
| -- | ------------------- | -------------------------- | ------------------- | ---- | ------- |
| 48 | Lorenzo Dalla Porta | Husqvarna Factory Laglisse | Husqvarna FR 250 GP | 15   | 21º     |
| 52 | Danny Kent          | Leopard Racing             | Honda NSF250R       | 13   | 7º      |
| 33 | Enea Bastianini     | Gresini Racing             | Honda NSF250R       | 13   | 28º     |
| 55 | Andrea Locatelli    | Gresini Racing             | Honda NSF250R       | 13   | 35º     |
| 14 | Matt Barton         | Suus Honda                 | FTR M3              | 13   | 36º     |
| 21 | Francesco Bagnaia   | Mapfre Team Mahindra       | Mahindra MGP3O      | 9    | 30º     |
| 95 | Jules Danilo        | Ongetta-Rivacold           | Honda NSF250R       | 8    | 20º     |
| 17 | John McPhee         | Saxoprint RTG              | Honda NSF250R       | 6    | 1º      |
| 36 | Joan Mir            | Leopard Racing             | Honda NSF250R       | 6    | 18º     |
| 58 | Juanfran Guevara    | Mapfre Team Mahindra       | Mahindra MGP3O      | 6    | 13º     |
| 16 | Andrea Migno        | SKY Racing Team VR46       | KTM RC 250 GP       | 6    | 31º     |
| 11 | Livio Loi           | RW Racing GP               | Honda NSF250R       | 4    | 6º      |
| 29 | Stefano Manzi       | San Carlo Team Italia      | Mahindra MGP3O      | 0    | 15º     |
| 91 | Gabriel Rodrigo     | RBA Racing                 | KTM RC 250 GP       | 0    | 26º     |
| 40 | Darryn Binder       | Outox Reset Drink          | Mahindra MGP3O      | 0    | 25º     |
| 24 | Tatsuki Suzuki      | CIP                        | Mahindra MGP3O      | 0    | 27º     |

### Non partito
| Nº | Pilota           | Squadra              | Motocicletta  |
| -- | ---------------- | -------------------- | ------------- |
| 20 | Fabio Quartararo | Estrella Galicia 0,0 | Honda NSF250R |